# Deusquin
Deusquin, auch Deursken,  war ein niederländisches Gewichtsmaß, dass auch als Troygewicht bezeichnet wurde.
- 1 Deusquin = 2 As = 96,12043625 Milligramm
- 2 Deusquin = 1 Troisquin
- 4 Deusquin = 2 Troisquin = 1 Vierling
- 16 Deusquin = 4 Vierlinge = 1 Engel
- 320 Deusquin = 20 Engels = 1 Unze
- 2560 Deusquin = 8 Unzen = 1 Troymark

Die alte holländische Troy-Mark als Gold-, Silber- und Münzgewicht wurde mit 246,0682912 Gramm gerechnet und teilte sich in 8 Unzen oder 160 Engel oder 640 Vierlinge oder 1280 Troisquins/Troyken oder 2560 Deusquins/Deursken oder 5120 As.